# بريت كاستر
بريت كاستر (بالإنجليزية: Brett Custer)‏ هو لاعب كرة مضرب أسترالي، ولد في 1 أبريل 1968 في سيدني في أستراليا.

## وصلات خارجية
- بريت كاستر على موقع رابطة محترفي التنس (الإنجليزية)
- بريت كاستر على موقع الاتحاد الدولي لكرة المضرب (الإنجليزية)
- بريت كاستر على موقع خلاصة التنس.كوم (الإنجليزية)